# Đệ Nhất Cộng hòa México
Đối với thực thể hiện tại có tên Hợp chủng quốc México, hãy xem México.
Đệ Nhất Cộng hòa México (tiếng Tây Ban Nha: Primera República Federal), tên chính thức Hợp chúng quốc México (tiếng Tây Ban Nha: Estados Unidos Mexicanos, (phát âmⓘ), là một nước cộng hòa và liên bang cầm quyền ở México từ năm 1824 đến 1835. Phía bắc giáp Hoa Kỳ và Xứ Oregon; về phía nam và phía tây giáp Thái Bình Dương; về phía đông nam giáp Cộng hòa Liên bang Trung Mỹ, và vùng biển Caribê, và về phía đông giáp vịnh México.
Nước cộng hòa được công bố vào ngày 1 tháng 11 năm 1823  bởi Hội nghị Lập hiến, vài tháng sau sự sụp đổ của Đệ nhất đế quốc México của Agustín de Iturbide. Liên bang được thành lập chính thức và hợp pháp trên 04 tháng 10 năm 1824 khi Hiến pháp liên bang của México Thống nhất đến có hiệu lực.
Cộng hòa Liên bang kéo dài gần mười hai năm với cuộc đấu tranh liên tục giữa các đảng chính trị chính: đảng Bảo thủ, các địa chủ và những người bảo hoàng cũ, ủng hộ một chính quyền trung ương mạnh và tình trạng giải tội; và đảng Tự do, đảng Cộng hòa ủng hộ một sức mạnh chính phủ hạn chế chia giữa các quốc gia liên và một quốc gia thế tục Cuộc xung đột gây ra sự bất ổn chính trị nghiêm trọng và bạo lực.
Nước nước cộng hòa đã được cai trị bởi hai tam hùng và chín Chủ tịch. Guadalupe Victoria là tổng thống duy nhất đã hoàn thành đầy đủ nhiệm kỳ của ông trong giai đoạn này và trong gần 30 năm độc lập México.
Trên 23 tháng 10 năm 1835, sau khi bãi bỏ Hiến pháp 1824, Cộng hòa Liên bang đã được thay đổi thành một nước Cộng hoà Tập trung. Chế độ đơn nhất được chính thức thành lập vào ngày 30 tháng 12 năm 1836, với việc ban hành trong bảy pháp luật hiến pháp.

## Lịch sử

### Hình thành
Vào tháng 12 năm 1822, các tướng Antonio López de Santa Anna và Guadalupe Victoria đã viết và ký kết bản kế hoạch Casa Mata, một thỏa thuận để bãi bỏ chế độ quân chủ và thay thế nó bằng một nước cộng hòa. Nhiều cuộc nổi dậy đã xảy ra tại các tỉnh của México bắt đầu vào tháng 12, nhưng tất cả đều bị quân đội Hoàng gia đặt xuống, trừ các lực lượng của Santa Anna tại Veracruz.
Điều này là do Santa Anna trước đây đã có một thỏa thuận bí mật với Tướng Echávarri, chỉ huy của lực lượng hoàng gia. Theo thỏa thuận này, kế hoạch của Casa Mata đã được tuyên bố khắp México vào ngày 1 tháng 2 năm 1823, và Echávarri đã chuyển sang hai bên. Kế hoạch này đã không công nhận đế chế Mê-hi-cô đầu tiên và kêu gọi tổ chức một Quốc hội Lập hiến mới. Những người nổi dậy đã gửi đề nghị tới các đoàn của tỉnh và yêu cầu họ tuân thủ kế hoạch. Chỉ trong vòng 6 tuần, kế hoạch của Casa Mata đã đi đến những nơi hẻo lánh như Texas, và gần như tất cả các tỉnh đều ủng hộ kế hoạch.

## Độc lập và đế quốc
Vào ngày 27 tháng 9 năm 1821, sau ba thế kỷ trị vì Tây Ban Nha và cuộc chiến giành độc lập kéo dài 11 năm, México đã giành được chủ quyền. Hiệp ước Córdoba công nhận Tân Tây Ban Nha như một đế chế độc lập, lấy tên Đế quốc México.
Một thiểu số của Quốc hội Lập hiến để tìm kiếm sự ổn định đã chọn làm quốc vương Agustín de Iturbide, người đã lãnh đạo cuộc chiến chống lại Tây Ban Nha. Ông được tuyên bố là Hoàng đế México vào ngày 18 tháng 5 năm 1822. Ngay sau đó, các vấn đề nảy sinh giữa hoàng đế và Quốc hội Lập hiến. Một số thành viên bị tống giam chỉ đơn giản vì đã bày tỏ sự không đồng ý với Iturbide, và cuối cùng Iturbide quyết định loại bỏ Quốc hội được bầu, thành lập Ban chỉ đạo Quốc gia được bổ nhiệm vào vị trí của nó.
Việc bãi nhiệm Quốc hội, phong cách độc tài của chính phủ được Hoàng đế thông qua, và việc không có giải pháp cho những vấn đề nghiêm trọng mà đất nước đang trải qua đã làm gia tăng các kế hoạch để thay đổi hệ thống đế quốc. Antonio López de Santa Anna đã tuyên bố kế hoạch của Casa Mata, sau đó là Vicente Guerrero và Nicolás Bravo. Iturbide buộc phải phục hồi Quốc hội, và trong một nỗ lực vô ích để cứu vãn trật tự và giữ tình hình tốt đẹp cho những người ủng hộ ông, ông đã từ bỏ ngày 19 tháng 3 năm 1823.
Tuy nhiên, Quốc hội khôi phục tuyên bố việc bổ nhiệm Iturbide void ab initio, và do đó từ chối nhận thức về việc thoái vị. Vào ngày 8 tháng 4, Quốc hội đã tuyên bố Kế hoạch Iguala và Hiệp ước Córdoba. Với việc Đế quốc tan rã và đất nước tuyên bố quyền tự do thành lập chính nó khi nó được thấy phù hợp.

## Sự căng thẳng trong nền cộng hoà và nội chiến

### Những thách thức của nước Cộng hòa mới

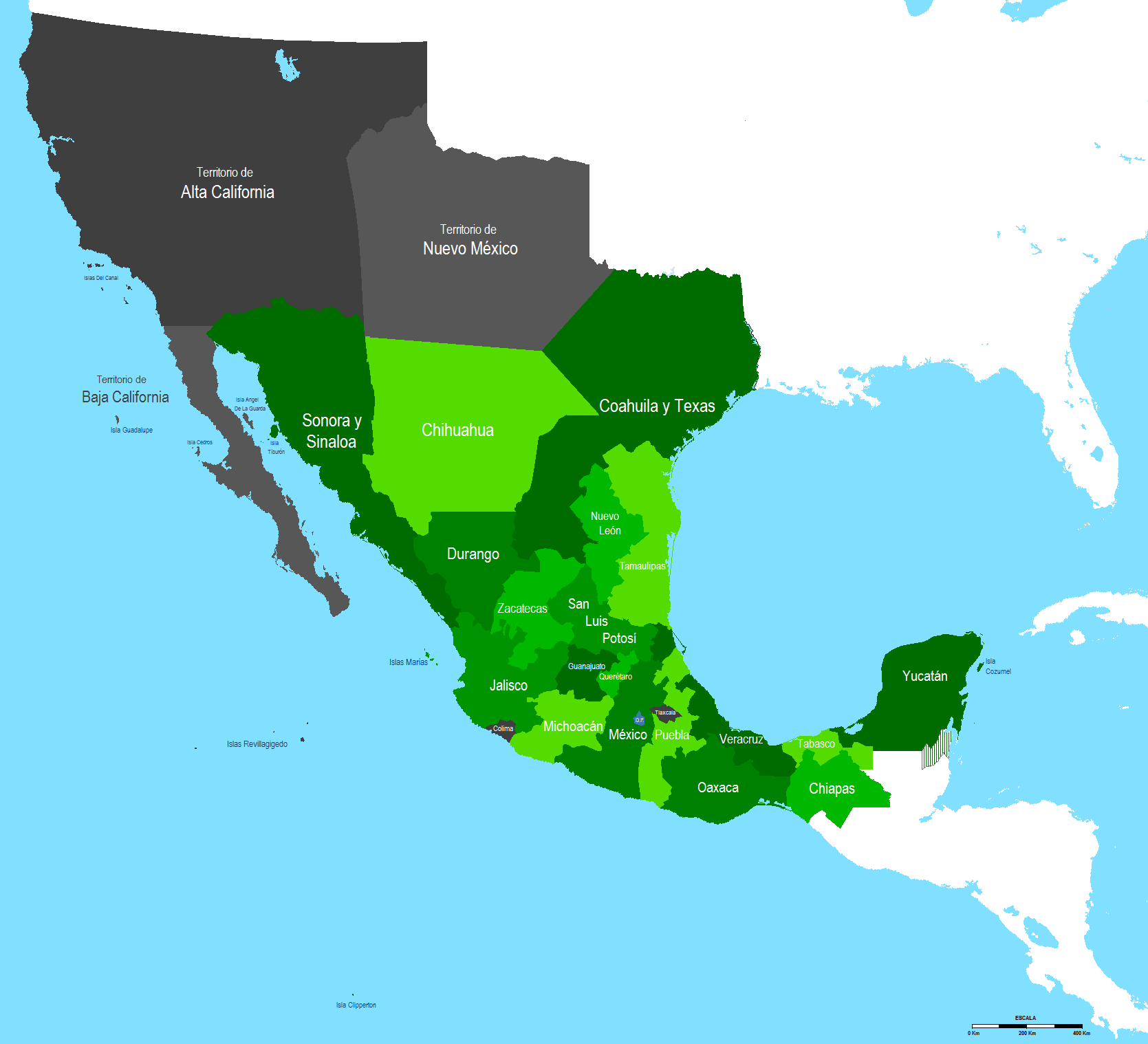
Bản đồ México năm 1824 với 19 tiểu bang và 5 lãnh thổ

#### Apache Theo Luật Tây Ban Nha
Cộng hòa sẽ chủ yếu áp dụng chính sách của Tây Ban Nha (xem) đối với Apache, thành lạp, hoặc hệ thống mà người Tây Ban Nha đã cố gắng giải quyết Apache và làm cho họ lưu động bằng cách đưa ra Apaches de Paz tiên tiến hàng hóa và đất đai để đổi lấy hòa bình và từ bỏ lối sống du mục.
Sự chấm dứt của sự thành lập Apache và tồi tệ hơn của Raids người Mỹ Bản địa.
Kể từ khi giành được độc lập vào năm 1821, México đã phải đối mặt với một hệ thống phòng thủ không đủ để lại bởi người Tây Ban Nha chống lại các Comanches và Apach ở miền Bắc Hoa Kỳ. Ngay cả khi đi kèm với một chữ ký hoàng gia, tiền Cộng hòa México đã khôi phục các chính sách Tây Ban Nha của Tây Ban Nha cho bức thư. Trong khi một số hiệp ước hòa bình đã tồn tại giữa người dân địa phương và người lạc lõng, hòa bình không kéo dài lâu, vì Apaches thường chỉ đơn giản là lấy bạo lực của họ ở nơi khác khi các làng tỏ ra quá khó để tấn công. Với những chính sách không hiệu quả này, kết hợp với Đế quốc Comanche đang phát triển và đang phát triển, Cộng hòa sớm đã đối mặt với một kẻ thù ghê gớm với cơ sở hạ tầng không đầy đủ. Việc thiếu biện pháp phòng thủ phù hợp chống lại các cuộc không kích có thể không quá lớn đối với cộng hòa, nếu thành lập không phải tất cả mà đã được tha thứ vào năm 1830, với sự bất ổn kinh tế sau năm 1820 gây ra nhiều vùng giảm đáng kể khẩu phần kinh tế cho Apaches de Paz.
Cộng hòa sẽ chủ yếu áp dụng chính sách của Tây Ban Nha (xem) đối với Apache, establicimiento, hoặc hệ thống mà người Tây Ban Nha đã cố gắng giải quyết Apache và làm cho họ lưu động bằng cách đưa ra Apaches de Paz tiên tiến hàng hóa và đất đai để đổi lấy hòa bình và từ bỏ lối sống du mục.

### Sự tham gia của Mỹ và mở đầu chiến tranh
Trong khi Hoa Kỳ làm trầm trọng thêm các quan hệ biên giới với México là một minh chứng rõ nét cho các đơn kiện của México đối với chính phủ Hoa Kỳ, họ cũng sẽ làm trầm trọng thêm mối quan hệ với México bằng cách vượt qua biên giới và trao quyền cho những kẻ thù của México: Apache. Cùng với các cuộc đột kích của Comanche, biên giới phía bắc của nước Cộng hoà thứ nhất bị cản trở bởi những cuộc tấn công vào biên giới phía bắc của nó từ Apache, những người buôn bán Mỹ cung cấp súng. Hàng hoá bao gồm súng và giày đã được bán cho Apache, loại thứ hai được phát hiện bởi quân đội México khi họ tìm thấy các con đường Apache truyền thống với các bản in giày của Mỹ thay vì các bản in bằng da cao cấp. Chu trình luẩn quẩn của bạo lực gia tăng giữa người México và Apache làm cho Cộng hòa bị tàn phá hơn, với các vụ thảm sát đẫm máu và thường xuyên tàn bạo của Apach. Sự bất mãn giữa các bang miền Bắc đã lên tới đỉnh điểm năm 1837, khi thống đốc bang Sonora tuyên bố rằng "Hoa Kỳ đã tuyên bố tình trạng chiến tranh giữa hai quốc gia của chúng ta" với cả việc sáp nhập Texas và việc nhập trái phép vũ khí của công dân Hoa Kỳ.

### Chiến tranh giành độc lập ở Texas
Vào tháng 5 năm 1835, Santa Anna đã tàn phá một cuộc nổi dậy ở Zacatecas và hành quân tới Coahuila y Tejas. Tháng 4 năm 1836, ông bị đánh bại ở Texas, nơi mà những người Texan giữ được độc lập và thành lập một nước cộng hòa riêng biệt.

### Chiến tranh Liên bang México
Có những chiến tranh tiếp theo vào năm 1839: Acajete (3 tháng 5), Alcantra (3-4 tháng 10), và cuộc bao vây Tampico (26 tháng 5 - 4 tháng 6); và hai trận nữa vào năm 1840 tại Santa Rita de Morelos hoặc Morales (24-25 tháng 3), và Saltillo (25 tháng 10).

### Tan rã
Antonio López de Santa Anna, cựu chủ nghĩa liên bang chuyển nhà độc tài trung tâm và cuối cùng, đã đình chỉ Hiến pháp năm 1824 và thay thế nó bằng Siete Leyes năm 1835, một sự sửa đổi căn bản đã thể chế hoá hình thức chính quyền tập quyền.
Một số bang đã công khai chống lại những thay đổi này. Bắc Coahuila y Tejas, San Luis Potosí, Querétaro, Durango, Guanajuato, Michoacán, Yucatán, Jalisco, Nuevo León, Tamaulipas và Zacatecas đều không được chấp thuận. Cuộc nội chiến đã nhanh chóng lan rộng khắp các bang của México, và ba chính phủ mới tuyên bố độc lập: Cộng hòa Texas, Rio Grande và Yucatán.